# Імператриця Ґеммей
Імператриця Ґемме́й (яп. 元明天皇, げんめいてんのう, ґеммей тенно; 23 квітня 660 - 29 грудня 721) — 43-я Імператриця Японії, шінтоїстське божество, 4-а жінка на Імператорському престолі Японії. Роки правління: 18 серпня 707 - 3 жовтня 715. Перша імператриця періоду Нара.
Ґеммей зайняла трон після смерті свого сина, Момму, і незабаром відреклася трону на користь своєї дочки, Ґеншьо.

## Традиційна розповідь
До сходження на трон Хризантем, персональне ім'я Ґеммей було Абе-хіме. Імператриця Ґеммей була 4-ою дочкою імператора Тенджі і молодшою сестрою імператриці Джіто від різних матерів. ЇЇ мати, Мей-но-Ірацуме (також знана як Соґа-хіме), була дочкою Правого міністра (удайджін) Соґа-но-Кура-но-Ямада-но-Ішікава-но-Маро (також знаний як Саґа Ямада-но Оомі).

## Основні події життя
Ґеммей стала дружиною наслідного принца Кусакабе но Міко, який був сином імператора Тенму і імператриці Джіто. Після смерті свого сина, імператора Момме у 707 році, вона посіла трон. Принаймні вважають, що вона прийняла роль імператриці, тому що імператор Момму відчув, що його син, онук Ґеммей, був ще дуже молодий, щоб протистояти тиску, який відчує ставши імператором. 
У тому ж 707 році у Чічібу в провінції Мусаші були виявлені довгоочікувані родовища міді. 708 року назва династії повинна була бути зміненою, щоб відзначити сходження на трон імператриці Ґеммей. Але вибір назви нового царювання став, також, і способом відзначити відкриття довгоочікуваної міді. Тому створили новий термін — «Вадо» — що означає «Японська мідь».  5 травня 708 року ця мідь була представлена Ґеммей і офіційно визнана як «японська», і в тому ж році в префектурі Омі було створено монетний двір.

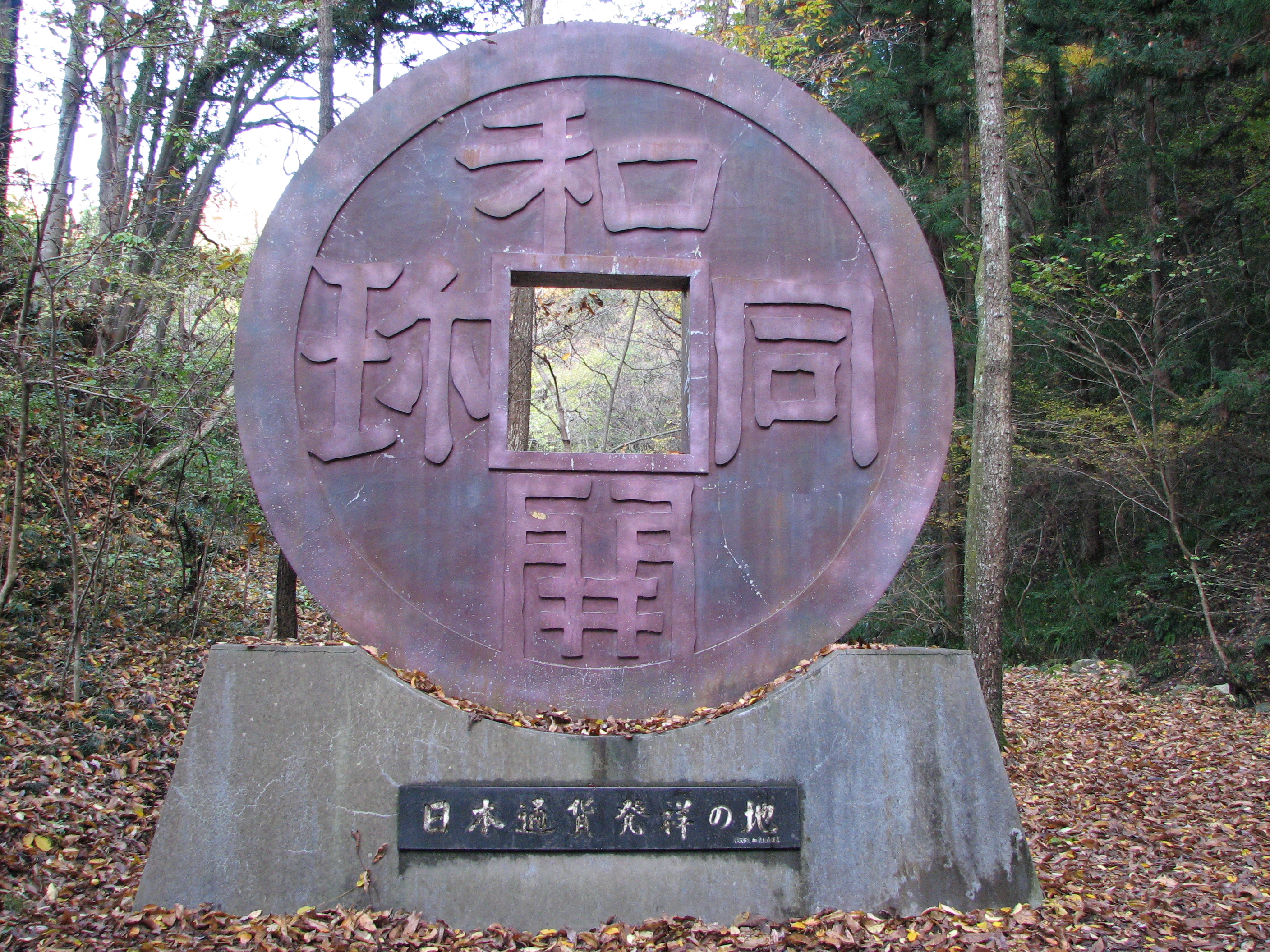
Монумент мідній монеті у Сайтамі

У 708 році було призначено нових міністрів. Правим міністром (удайджін) став Фуджівара но Фухіто, а лівим (садайджін) — Ісонокамі но Маро. 709 року прибули посли з Сілла, яких прийняв Фуджівара но Фухіто, щоб підготувати ґрунт для подальших відвідувань. 
У 710-му році імператриця Ґеммей започаткувала свою резиденцію в Нара. Незабаром після того, як було змінено назву династії на Вадо, імператор видав наказ щодо заснування нової столиці у Хейджьо-кьо в Нара в провінції Ямато. (Перенесення столиці відбувалося з приходом нової династії, однак імператор Момму вирішив не переносити столицю, а лишитися в палаці Фуджівара, що був заснований ще імператрицею Джіто.) Палац Імператриці Ґеммей був названий Нара-но-мія.
У 712 році за наказом Ґеммей була створена офіційна імператорська хроніка, «Коджікі» («Записи про діяння древності»). 713 року за імператорським наказом було розпочато складання Фудокі («Записки крайових звичаїв») — японські краєзнавчо-етнографічні твори з описом провінцій Японії. 720 року, знову ж таки, за наказом Ґеммей було створено «Ніхон Шьокі» («Аннали Японії») — офіційну імператорську хроніку, що є по суті експортним варіантом «Коджікі», написану китайською мовою за прикладом китайських літописів.
Ґеммей планувала залишатися на троні, поки її онук досягне зрілості й зможе самостійно правити. Однак у 715 році імператриця зреклася свого престолу на користь своєї доньки, старшої сестри імператора Момму, яка потім стала відомою як імператриця Ґеншьо. Після свого зречення вона була знана як Джяйто-тенно. На пенсії прожила 7 років, аж до смерті.
В останній рік життя Ґеммей захворіла, і тому держава наказала, щоб «сотня освячених чоловіків і жінок були присвячені релігії як служителі, щоб забезпечити її одужання». Однак вона померла протягом року.
Наразі могила Ґеммей фактично є відома. Традиційно це вважається меморіал біля шінтоїстського храму в Нара.

## Поезія
У збірці «Манйошю» є вірш, який був написаний імператрицею Ґеммей у 708 році, що містить відповідь, створену однією з дам її двору.

## Девізи правління
Імператриця Ґеммей правила під наступними девізами:
- Кейун (704-708)
- Вадо (708-715)
- Рейкі (715-717)